# Шадринский сельсовет (Красноярский край)
Шадринский сельсовет - сельское поселение в Козульском районе Красноярского края.
Административный центр - село Шадрино.

## Население
| 2010 | 2012 | 2013 | 2014 | 2015 | 2016 | 2017 |
| ---- | ---- | ---- | ---- | ---- | ---- | ---- |
| 569  | ↘566 | ↗581 | ↗587 | ↘554 | ↘545 | ↗552 |

## Состав сельского поселения
В состав сельского поселения входят 3 населённых пункта:
| № | Населённый пункт | Тип населённого пункта       | Население |
| - | ---------------- | ---------------------------- | --------- |
| 1 | Аммала           | деревня                      | 67        |
| 2 | Загайново        | деревня                      | 41        |
| 3 | Шадрино          | село, административный центр | 461       |

## Местное самоуправление
Шадринский сельский Совет депутатов
Дата избрания: 14.03.2010. Срок полномочий: 5 лет. Количество депутатов:  9
Глава муниципального образования
- Завалин Александр Владимирович. Дата избрания: 14.03.2010. Срок полномочий: 5 лет